# اوشنا (شهرستان گولنگوف)
اوشنا (به لهستانی:  Osina) یک روستا در لهستان است که در گمینا اوشنا واقع شده‌است. اوشنا ۹۶۰ نفر جمعیت دارد.